# 项启源
项启源（1925年5月—2018年6月），笔名汪洋、唯实、方辛，男，浙江杭州人，中国经济学家，中国社会科学院经济研究所研究员，中国社会科学院荣誉学部委员。

## 生平
1948年毕业于辅仁大学经济系，1959年毕业于中国人民大学经济系研究班。